# 알리 아스가르 하산자데
알리 아스가르 하산자데 (1987년 11월 2일 ~ , 페르시아어:  علی‌اصغر حسن‌زاده ناولیقی)는 이란의 풋살 선수이다.

## 수상
국가대표팀
 이란
- AFC 풋살 선수권 대회: 우승 (2008, 2010), 준우승 (2014)
- 실내 무도 아시안 게임: 우승 (2007, 2009, 2013)
- 풋살 컨페더레이션스컵: 우승 (2009)
- 그랜드 프라이즈 데 풋살: 준우승 (2009)

클럽
 마한 탄디스 콤
- 이란 풋살 슈퍼리그: 준우승 (2004-05, 2008-09, 2012-13)

 풀라드 마한
- AFC 풋살 클럽 챔피언십: 우승 (2010)
- 이란 풋살 슈퍼리그: 우승 (2009-10)

개인
- AFC 풋살 클럽 챔피언십 최다 득점자(1):2011
- 이란 풋살 슈퍼리그 최다 득점자(1):2012-13
- AFC 풋살 선수권 대회 MVP(1):2014
- 아시아 올해의 풋살 선수상(1):2014